# Doing all right
『Doing all right』（ドゥーイング オール ライト）は、GARNET CROWの29枚目のシングル。2009年5月20日に発売された。

## 解説
前作「百年の孤独」から7か月でのリリースとなった作品で、前作に続き2形態での発売。『風とRAINBOW/この手を伸ばせば』から本作まで6作連続のアニメタイアップとなった。本作は、『Type A 「Doing all right」side』と『Type B 「Nora」side』の2形態があり、収録曲とジャケットが異なっている。なお、2形態共通の特典として、同時発売予定のライブDVD『Are You Ready To Lock On?! 〜livescope at the JCB Hall〜』との連動特典応募券が封入されている。

## 収録曲
- 全作詞：AZUKI七 / 作曲：中村由利 / 編曲：古井弘人

### Type A 「Doing all right」side
1. Doing all right
読売テレビ・日本テレビ系全国ネットアニメ『名探偵コナン』エンディングテーマ[1]
「世界はまわると言うけれど」以来となる『名探偵コナン』のエンディングテーマで、同番組が土曜夕方に移動してから最初のエンディングテーマとなった。
後に OVA（OAD）10年後の異邦人のエンディングとして使われている。
『Type A 「Doing all right」side』には、同曲のアコースティックバージョンが収録されている。
ライブを意識して制作されており[2]、随所にクラップ音が挿入されている。ビデオクリップは、大阪府にある堂島リバーフォーラムの楽屋で中村由利が歌う様子や、2008年のライブツアー『livescope 2008 ～Are You Ready Rock On?!～』の模様を収録している。PVの流れは主に楽屋内での中村由利の表情のアップが多くを占め、他メンバーはライブ映像内でしか登場していない。最後は楽屋からスタッフに呼ばれて出ていく様子のスローモーションと表情のアップで終わる。
2. Nora
朝日放送ミニドラマ『家族レッスン』主題歌[3]
「まぼろし」以来となるドラマ主題歌に起用された。カップリング曲にもタイアップが付くのは今回が初めてである。『Type B 「Nora」side』には、同曲のオーケストラバージョンが収録されており、事実上A面と同等の扱いである。また、ベストアルバム『GOODBYE LONELY 〜Bside collection〜』発売前に行なわれたカップリング曲のファン投票で2位となっている。
3. Doing all right (Acoustic vocal ver.)
4. Doing all right (instrumental)

### Type B 「Nora」side
1. Doing all right
2. Nora
3. Nora (Orchestra vocal ver.)
4. Doing all right (instrumental)

## 収録アルバム
Doing all right
- STAY 〜夜明けのSoul〜
- THE BEST History of GARNET CROW at the crest...
- THE BEST OF DETECTIVE CONAN 4 〜名探偵コナン テーマ曲集4〜
- THE ONE 〜ALL SINGLES BEST〜

Nora
- THE BEST History of GARNET CROW at the crest...（初回限定盤のみ）
- GOODBYE LONELY 〜Bside collection〜
- GARNET CROW REQUEST BEST